# تيبيريو غيواني
تيبيريو غيواني (بالرومانية: Tiberiu Ghioane)‏‏ (18 يونيو 1981 - ) لاعب كرة قدم، ومدرب كرة قدم روماني.

## روابط خارجية
- تيبيريو غيواني على موقع الاتحاد الدولي (مؤرشف)  (الإنجليزية)
- تيبيريو غيواني على موقع الاتحاد الأوربي (الإنجليزية)
- تيبيريو غيواني على موقع اتحاد أوكرانيا (الإنجليزية)
- تيبيريو غيواني على موقع قاعدة بيانات كرة القدم.إي يو (الإنجليزية)
- تيبيريو غيواني على موقع ناشيونال فوتبول تيمز (الإنجليزية)
- تيبيريو غيواني على موقع Soccerway.com (الإنجليزية)
- تيبيريو غيواني على موقع عالم كرة القدم.نت (الإنجليزية)